# Гаспар де Гусман Оливарес
Гаспа́р де Гусма́н-и-Пименте́л, граф на Оливарес и херцог на Санлукар ла Майор, известен като граф-херцог де Олива́рес (на испански: Gaspar de Guzmán y Pimentel, Conde-Duque de Olivares; роден на 6 януари 1587 г. в Рим, починал на 22 юли 1645 г. в Торо, Кастилия и Леон, е испански държавен деец, фаворит на Филип IV. Като министър-председател от 1621 до 1643 г. той е начело на Испания в период на постоянни международни конфликти, включително Тридесетгодишната война (1618 – 1648) и края на Осемдесетгодишната война (1568 – 1648). Вътрешната му политика се отличава с неуспешни реформи, опити за централизация на властта и увеличение на данъците, което води до въстания в Каталония и Португалия, довели в крайна сметка до свалянето му от власт.

## Политическа кариера
Кариерата му започва в двора на престолонаследника Филип. Когато той се възкачва на престола през 1621 г. на 16-годишна възраст, доверието му към Оливарес е толкова голямо, че всички книжа за подпис от краля преминават първо през Оливарес. Така той се превръща в нещо повече от министър-председател, във фаворит и alter ego на краля. Той ръководи държавата в продължение на 22 години и тъй като периодът е труден за Испания, с войни в Холандия, Северна Италия, Франция и много народни въстания в различни части на монархията, народът го смята отговорен за всички несгоди.